# Time (Hawklords)

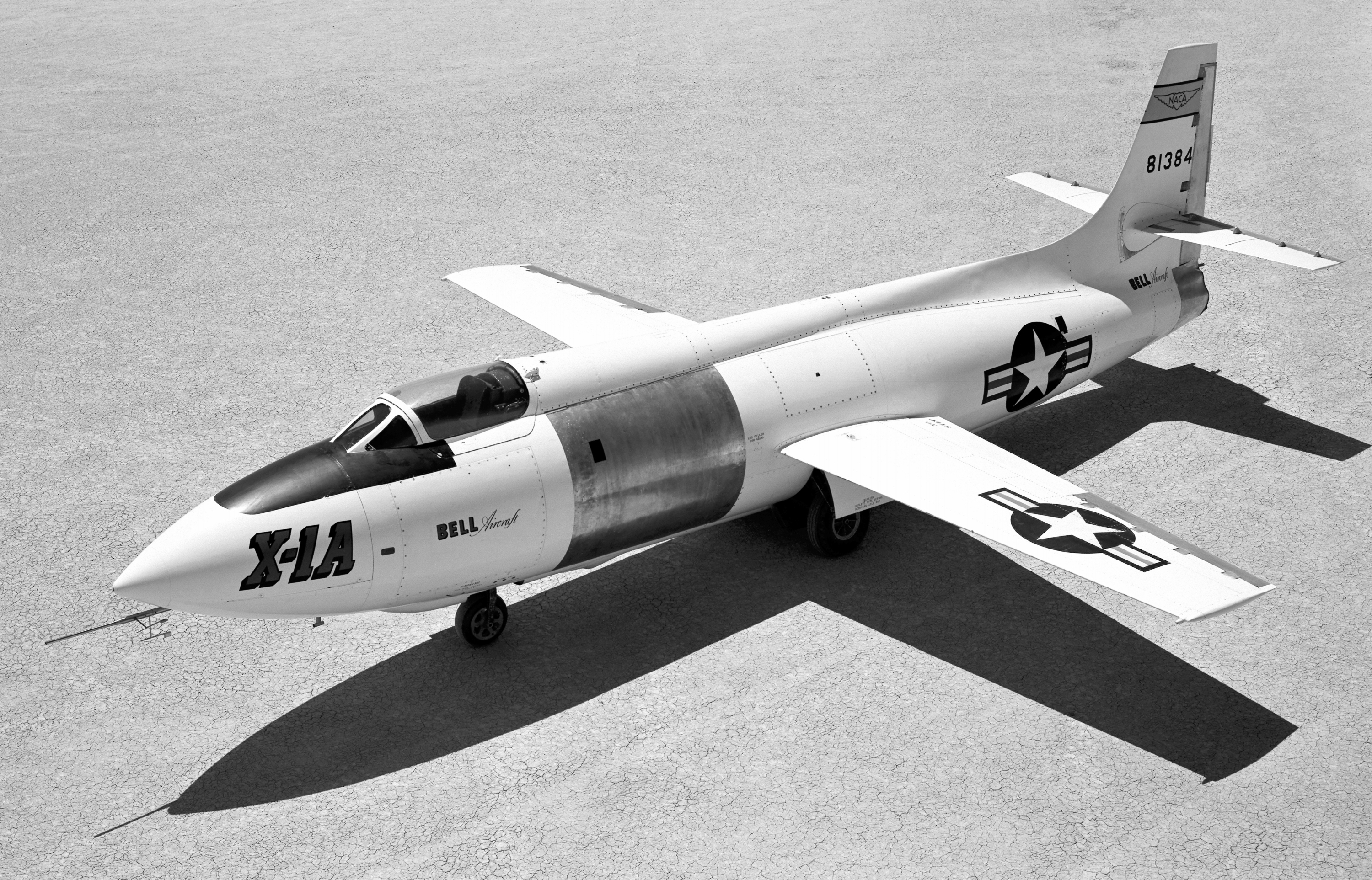
Bell X1 (1955)

Time is het tiende muziekalbum van Hawklords.

## Inleiding
Het werd in de periode opgenomen lopend van november 2020 tot mei 2021 mei 2021 tijdens de coronapandemie. Opnamen vonden derhalve plaats in drie verschillende studio’s: Earthlab (van Richards), Studio X en Music Complex (Pearce). Hawklords keek terug op een aantal onderwerpen door de tijd heen. De eerste track Speed of sound handelt over de testpiloten van de U.S. Air Force die de geluidsbarrière doorbraken ("Mach 1-Mach 2-Mach 3 for you"). Een dystopie wordt weergegeven in To the new age waarin alles geautomatiseerd in tot de muziek aan toe ("Now the robots beat the drum"). De muziek van Hawklords gaat terug op die van Hawkwind uit de jaren zeventig: herhalende muziek over een repeterende riff binnen eenzelfde akkoord, overheersende toetsen en gesproken tekst in plaats van zang. 
De platenhoes van Martin Cook geeft een Bell X-1 weer op een “special edition van Time, 14 oktober 1947”.
Op het album volgde een korte Britse tournee, waarbij meer werd teruggegrepen op de lange historie van de band dan op dit album.
Michael Moorcock publiceerde in 1976 samen met Michael Butterworth zijn sf-roman The time of the Hakwlords

## Musici
- Tom Ashurst- basgitaar, zang
- Dave Pearce – drumstel
- Dead Fred Reeves- toetsinstrumenten, zang
- Jerry Richards – gitaar, effecten, zang

Met
- Adrian Shaw – basgitaar (Take of your mask)
- Chris Aldridge – saxofoon, dwarsfluit

## Muziek
| Nr. | Titel                                                  | Duur  |
| --- | ------------------------------------------------------ | ----- |
| 1.  | Speed of sound (Richards)                              | 6:15  |
| 2.  | Lighthouse at the edge of the world (Richards, Reeves) | 6:53  |
| 3.  | Obscura (Richards)                                     | 4: 48 |
| 4.  | Take off your mask (Richards, Reeves)                  | 7:58  |
| 5.  | Turn you on (Richards)                                 | 5:29  |
| 6.  | Kites (Richards, Reeves)                               | 5:34  |
| 7.  | To the new age (Reeves)                                | 5:37  |
| 8.  | Empire of sand (Richards)                              | 4:28  |
| 9.  | Turn you on (remix) (Richards)                         | 5:47  |